# Риезе Пио X
Риѐзе Пѝо Х (на италиански: Riese Pio X, където X означава редното число 10-и, на италиански: decimo, дѐчимо) е град и община в Северна Италия, провинция Тревизо, регион Венето. Разположен е на 65 m надморска височина. Населението на общината е 11 085 души (към 2014 г.).
Тук в 2 юни 1835 г. се ражда папата Пий X.